# Campionato mondiale di hockey su ghiaccio maschile 1994
Il campionato mondiale di hockey su ghiaccio maschile 1994, cinquantottesima edizione della manifestazione, si è disputato nelle città di Bolzano, Canazei e Milano, in Italia, nel periodo tra il 25 aprile e 8 maggio 1994. È la terza volta che il paese organizza il mondiale.
Il torneo è stato vinto dal Canada, il quale ha conquistato il suo ventesimo titolo sconfiggendo in finale la Finlandia per 2-1 agli shootout, per la prima volta dall’edizione del 1961. La Svezia ha ottenuto la medaglia di bronzo sconfiggendo gli Stati Uniti per 7-2.
Il Regno Unito disputa il campionato di prima divisione per la prima volta dall’edizione del 1962, non ottenendo punti e retrocedendo immediatamente.

## Squadre partecipanti
Qualificata come paese ospitante
- Italia

Automaticamente qualificate dall’edizione del 1993
- Austria
- Canada
- Rep. Ceca
- Finlandia
- Francia
- Germania
- Norvegia
- Russia
- Svezia
- Stati Uniti

Qualificate dopo aver ottenuto la promozione dalla Divisione I dell’edizione 1993
- Regno Unito

## Raggruppamenti
Gruppo A
- Austria
- Canada
- Germania
- Regno Unito
- Italia
- Russia

Gruppo B
- Rep. Ceca
- Finlandia
- Francia
- Norvegia
- Svezia
- Stati Uniti

## Fase a gironi

### Gruppo A
| Pos. | Squadre     | G | V | N | P | +/- | PNT |
| ---- | ----------- | - | - | - | - | --- | --- |
| 1    | Canada      | 5 | 5 | 0 | 0 | 17  | 10  |
| 2    | Russia      | 5 | 4 | 0 | 1 | 23  | 8   |
| 3    | Italia      | 5 | 3 | 0 | 2 | 2   | 6   |
| 4    | Austria     | 5 | 1 | 1 | 3 | 0   | 3   |
| 5    | Germania    | 5 | 1 | 1 | 3 | -5  | 3   |
| 6    | Regno Unito | 5 | 0 | 0 | 5 | -37 | 0   |

| Squadra 1 | Risultato | Squadra 2   |
| --------- | --------- | ----------- |
| Italia    | 1-4       | Canada      |
| Austria   | 2-2       | Germania    |
| Russia    | 12-3      | Regno Unito |
| Canada    | 6-1       | Austria     |
| Germania  | 4-0       | Regno Unito |
| Russia    | 7-0       | Italia      |
| Canada    | 3-2       | Germania    |
| Russia    | 4-1       | Austria     |
| Italia    | 10-2      | Regno Unito |
| Russia    | 6-0       | Germania    |
| Canada    | 8-2       | Regno Unito |
| Italia    | 3-1       | Austria     |
| Italia    | 3-1       | Germania    |
| Canada    | 3-1       | Russia      |
| Austria   | 10-0      | Regno Unito |

Campionato mondiale di hockey su ghiaccio maschile 1994

### Gruppo B
| Pos. | Squadre     | G | V | N | P | +/- | PNT |
| ---- | ----------- | - | - | - | - | --- | --- |
| 1    | Finlandia   | 5 | 4 | 1 | 0 | 18  | 9   |
| 2    | Svezia      | 5 | 3 | 1 | 1 | 11  | 7   |
| 3    | Stati Uniti | 5 | 3 | 0 | 2 | 2   | 6   |
| 4    | Rep. Ceca   | 5 | 1 | 2 | 2 | -2  | 4   |
| 5    | Francia     | 5 | 1 | 0 | 4 | -17 | 2   |
| 6    | Norvegia    | 5 | 0 | 2 | 3 | -12 | 2   |

| Squadra 1   | Risultato | Squadra 2   |
| ----------- | --------- | ----------- |
| Svezia      | 3-3       | Norvegia    |
| Finlandia   | 4-4       | Rep. Ceca   |
| Stati Uniti | 5-1       | Francia     |
| Rep. Ceca   | 5-2       | Francia     |
| Stati Uniti | 7-2       | Norvegia    |
| Finlandia   | 5-3       | Svezia      |
| Stati Uniti | 5-3       | Rep. Ceca   |
| Svezia      | 6-0       | Francia     |
| Finlandia   | 5-1       | Norvegia    |
| Finlandia   | 8-1       | Francia     |
| Rep. Ceca   | 2-2       | Norvegia    |
| Svezia      | 6-2       | Stati Uniti |
| Francia     | 4-1       | Norvegia    |
| Finlandia   | 7-2       | Stati Uniti |
| Svezia      | 4-1       | Rep. Ceca   |

## Fase ad eliminazione diretta
|  | Quarti di finale | Quarti di finale | Quarti di finale |             |           | Semifinali  | Semifinali  | Semifinali |        |                 | Finale          | Finale          | Finale |  |
|  |                  |                  |                  |             |           |             |             |            |        |                 |                 |                 |        |  |
|  | B1               | Finlandia        | 10               |             |           |             |             |            |        |                 |                 |                 |        |  |
|  | B1               | Finlandia        | 10               |             |           |             |             |            |        |                 |                 |                 |        |  |
|  | A4               | Austria          | 0                |             |           |             |             |            |        |                 |                 |                 |        |  |
|  | A4               | Austria          | 0                |             | Finlandia | Finlandia   | 8           |            |        |                 |                 |                 |        |  |
|  |                  |                  |                  |             | Finlandia | Finlandia   | 8           |            |        |                 |                 |                 |        |  |
|  |                  |                  | Stati Uniti      | Stati Uniti | 0         |             |             |            |        |                 |                 |                 |        |  |
|  | A2               | Russia           | Stati Uniti      | Stati Uniti | 0         | 1           |             |            |        |                 |                 |                 |        |  |
|  | A2               | Russia           |                  |             |           |             |             |            |        |                 |                 |                 |        |  |
|  | B3               | Stati Uniti      | 3                |             |           |             |             |            |        |                 |                 |                 |        |  |
|  | B3               | Stati Uniti      | 3                |             | Finlandia | Finlandia   | 1           |            |        |                 |                 |                 |        |  |
|  |                  |                  |                  |             |           |             |             |            |        |                 |                 |                 |        |  |
|  |                  |                  | Canada (SO)      | Canada (SO) | 2         |             |             |            |        |                 |                 |                 |        |  |
|  | B2               | Svezia           | Canada (SO)      | Canada (SO) | 2         | 7           |             |            |        |                 |                 |                 |        |  |
|  | B2               | Svezia           |                  |             |           | 7           |             |            |        |                 |                 |                 |        |  |
|  | A3               | Italia           | 3                |             |           |             |             |            |        |                 |                 |                 |        |  |
|  | A3               | Italia           | 3                |             | Svezia    | Svezia      | 0           |            |        | Finale 3º posto | Finale 3º posto | Finale 3º posto |        |  |
|  |                  |                  |                  |             | Svezia    | Svezia      | 0           |            |        |                 |                 |                 |        |  |
|  |                  |                  | Canada           | Canada      | 6         |             |             |            |        |                 |                 |                 |        |  |
|  | A1               | Canada           | Canada           | Canada      | 6         | 3           |             |            | Svezia | Svezia          | 7               |                 |        |  |
|  | A1               | Canada           |                  |             |           |             |             |            | Svezia | Svezia          | 7               |                 |        |  |
|  | B4               | Rep. Ceca        | 2                |             |           | Stati Uniti | Stati Uniti | 2          |        |                 |                 |                 |        |  |

### Finale
| Arbitro: | Danko |

|                    |                |                       |
| Esa Keskinen 46:51 | Marcatori      | 55:17 Rod Brind'Amour |
|                    | Shootout 2 – 3 |                       |

## Riconoscimenti

### Classifica marcatori
| Player           | GP | G | A | Pts | +/− | PIM | POS |
| ---------------- | -- | - | - | --- | --- | --- | --- |
| Mats Sundin      | 8  | 5 | 9 | 14  | +13 | 4   | F   |
| Paul Kariya      | 8  | 5 | 7 | 12  | +12 | 2   | F   |
| Saku Koivu       | 8  | 5 | 6 | 11  | +14 | 4   | F   |
| Valeri Kamensky  | 6  | 5 | 5 | 10  | +12 | 12  | F   |
| Jari Kurri       | 8  | 4 | 6 | 10  | +11 | 2   | F   |
| Magnus Svensson  | 8  | 8 | 1 | 9   | +9  | 8   | D   |
| Mikko Mäkelä     | 8  | 5 | 4 | 9   | +13 | 6   | F   |
| Igor Fedulov     | 6  | 4 | 5 | 9   | +11 | 6   | F   |
| Andrei Kovalenko | 6  | 3 | 5 | 8   | +10 | 2   | F   |
| Jere Lehtinen    | 6  | 3 | 5 | 8   | +14 | 4   | F   |
| Jonas Bergqvist  | 8  | 3 | 5 | 8   | +8  | 4   | F   |

Fonte: quanthockey

### Classifica portieri
| Player             | MIP | GA | GAA  | SVS% | SO |
| ------------------ | --- | -- | ---- | ---- | -- |
| Mikhail Shtalenkov | 296 | 5  | 1.01 | .962 | 2  |
| Bill Ranford       | 370 | 7  | 1.14 | .956 | 1  |
| Jarmo Myllys       | 410 | 9  | 1.32 | .942 | 2  |
| Michael Puschacher | 271 | 9  | 1.99 | .926 | 0  |
| Guy Hebert         | 300 | 18 | 3.60 | .907 | 0  |

Fonte: quanthockey

### Premi
- Migliori giocatori decisi dalla federazione:
  - Miglior portiere:  Bill Ranford
  - Miglior Difensore:  Magnus Svensson
  - Miglior Attaccante:  Paul Kariya
- Media All-Stars:
  - Portiere:  Bill Ranford
  - Difensore:  Timo Jutila /  Magnus Svensson
  - Attaccante:  Paul Kariya /  Saku Koivu /  Jari Kurri

## Classifica finale
| Pos | Squadra     |
| --- | ----------- |
| 1   | Canada      |
| 2   | Finlandia   |
| 3   | Svezia      |
| 4   | Stati Uniti |
| 5   | Russia      |
| 6   | Italia      |
| 7   | Rep. Ceca   |
| 8   | Austria     |
| 9   | Germania    |
| 10  | Francia     |
| 11  | Norvegia    |
| 12  | Regno Unito |

| Campioni del mondo di hockey su ghiaccio 1994 |
| Canada 20º titolo                             |

| Promosse nel Gruppo A:         | Svizzera    |
| Retrocesse in Prima Divisione: | Regno Unito |